# Columbus, Nebraska
Columbus är en stad (city) i Platte County i delstaten Nebraska i USA. Staden hade 24 028 invånare, på en yta av 27,43 km² (2020). Columbus är administrativ huvudort (county seat) i Platte County.
Staden ligger i delstatens östra del, cirka 88 kilometer nordväst om huvudstaden Lincoln.